# Протистояння у Маріуполі (2014)
Протистояння у Маріуполі — епізод війни на сході України, коли місто Маріуполь Донецької області протягом місяця перебувало під контролем бойовиків самопроголошеної «Донецької народної республіки».
У результаті проведення антитерористичних заходів 6-9 травня за офіційними даними загинуло 9 та поранено 42 особи, водночас Міністр внутрішніх справ України Арсен Аваков повідомляв про ліквідацію 20 озброєних екстремістів. У ході протистояння загинули начальник Маріупольського міського управління ДАІ підполковник Віктор Саєнко, молодший інспектор зв'язку маріупольського батальйону патрульної служби міліції Михайло Єрмоленко та командир Дніпропетровського батальйону територіальної оборони Сергій Демиденко. Під час проведення спецоперації у полон українських силовиків потрапила група «ополченців», серед яких «міністр оборони» самопроголошеної Донецької народної республіки Ігор Какідзянов. Міська влада Маріуполя оголосила 10 травня днем жалоби у місті по загиблих під час зіткнень.

## Передумови протистояння

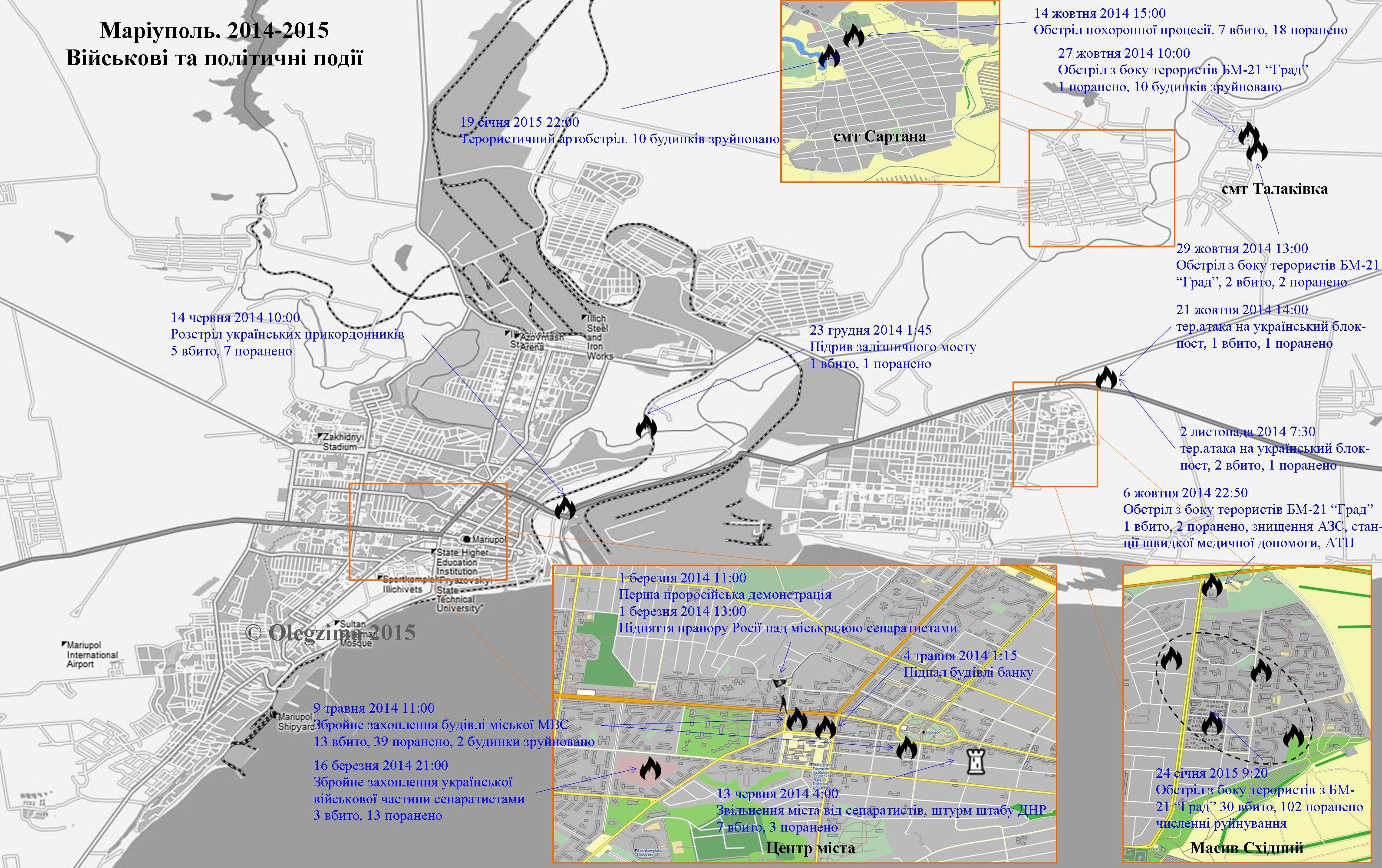
Маріуполь. 2014—2015. Військові та політичні події

У період Євромайдану жителі Маріуполя брали участь в заходах як в підтримку Євромайдану, так і в підтримку В. Януковича. Починаючи з грудня 2013 штаб прихильників Майдану розташовувався на площі Леніна, натомість прихильники чинної влади брали участь в організованих поїздках на Київ для підтримки сил Антимайдану. Мітинги як за так і проти Євромайдану відбувались у Маріуполі 26 січня 2014.

### Ескалація конфлікту
Після усунення Януковича від влади, у Маріуполі розпочинаються мітинги з вимогою непокори київській владі. Перший такий мітинг відбувся 23 лютого з ініціативи ГО «Искренность», на якому організатори закликали людей до збройної акції непокори, вигнали з площі Леніна, застосовуючи дубинки, прихильників Євромайдану. До протестувальників виходив особисто мер міста Юрій Хотлубей, який закликав до збереження стабільності в Маріуполі.
Починаючи з 1 березня в таких акціях бере участь комуністична партія України та активно використовуються російські прапори. Найбільш масштабними були акції 1 березня, 5 березня, 8 березня.
На противагу, у місті відбувалися й мітинги за збереження цілісності України, зокрема 2 березня, 5 березня

### Вимога референдуму
15 березня, в переддень Кримського референдуму, аналогічна пропозиція щодо проведення референдуму була озвучена і на мітингах в Маріуполі, серед організаторів якого була Комуністична партія України та Російський блок. Крім того, учасники вимагали також відставки мера міста — Юрія Хотлубея, зважаючи на його прихильність цілісності України.
Починаючи з цього дня учасники проросійських мітингів починають вдаватися до силових акцій. Так, 15 березня було атаковано територію заводу «Рошен», де мітингувальники намагались знайти гостей із Західної України 16 березня мітингувальники блокували прикордонну військову частину та організовували блокпост на в'їзді до міста, на якому оглядали весь транспорт, що в'їжджав до міста..
18 березня на круглому столі представників політичних партій в міськраді Маріуполя, було прийнято рішення поставити питання щодо проведення референдуму на засіданні міськради 25 березня. Круглий стіл проходив в умовах тиску з боку мітингувальників, які зібралися біля стін міськради з прапорами Росії та Комуністичної партії Проте намічене на 25 березня засідання було відкладене через загрозу захоплення міськради, й відбулося лише 28 березня
22-23 березня у Маріуполі проходили мітинги на підтримку 4-го Президента України В. Януковича, що втік з України місяцем раніше. Учасники цих мітингів записали звернення до В. Януковича, в якому звернулися до нього, як «гаранту Конституції», з вимогою відновити «конституційний лад в Україні», а також обрали «народним мером» Маріуполя громадянина Кузьменка Дмитра Владиславовича
28 березня міськрада ухвалила такі рішення:
1. щодо проведення соціологічних досліджень у місті з питань суспільно-політичної стабілізації
2. щодо створення Громадської ради з повноваження контролю за діяльністю правоохоронних органів, органів державної влади та місцевого самоврядування
3. щодо звернення до Верховної Ради України з питань:
  1. надання статусу російської мови другої державної;
  2. децентралізації влади і бюджету;
  3. проведення референдумів при прийнятті рішень щодо вступу у військові блоки та економічні й політичні асоціації;
  4. прийняття Закону про муніципальну міліцію
  5. узгодження призначень і звільнень з керівників виконавчої влади та силових відомств з міськрадою
  6. врегулювання відносин зі Скарбницею
  7. вжиття заходів щодо покращення ситуації на «Азовмаші» та інших підприємствах міста
  8. налагодження економічних зв'язків з зовнішніми партнерами
  9. роззброєння неформальних організацій

Попри рішення міськради, сепаратистські виступи мали місце 29 березня, а також 5 квітня, у підтримку «народного мера» Кузьменка, що був затриманий СБУ

## Події після проголошення так званої «ДНР»
Проголошення так званої «ДНР» 6 квітня в Донецьку спричинило різну реакцію мешканців Маріуполя. Частина з них безпосередньо брала участь захопленні донецької облради, інша частина 9 квітня провела мітинг у підтримку цілісності України. Цього ж дня відбулася хода з прапорами України на підтримку соборності країни. За соборність України висловився також міський голова Юрій Хотлубей.
13 квітня 2014 року, на 6-й день після проголошення «ДНР» у Донецьку, бойовики «ДНР» за бездіяльності правоохоронних органів захопили будівлю міської ради і вивісили на її даху прапор терористичної організації «ДНР». Того ж дня бойовики здійснили напад на мітинг прихильників соборності України, в результаті чого 9 з них потрапили до реанімації.
14-15 квітня із закликом не вдаватися до радикальних дій виступили народні депутати Володимир Бойко, Сергій Матвієнков, керівництво заводу «Азовмаш» та торгового порту, ректори державного і Приазовського технічного університетів, голови міської ради ветеранів, Приазовської асоціації ветеранів Афганістану, головний редактор газети рос. «Приазовский рабочий», представники профкомів металургійного комбінату ім. Ілліча та «Азовсталі», закликали маріупольців не піддаватися на заклики до радикальних дій.
Звернення було проігноровано і вже ввечері 16 квітня бойовики здійснили спробу захоплення військової частини № 3057, в результаті якого троє загинули, 13 поранено і 77 — затримано. Для нейтралізації нападників до міста було перекинуто спецпідрозділ МВС «Омега», а на в'їздах до міста організовано блокпости.
21 і 23 квітня в Маріуполі пройшли мітинги за соборність України В ніч на 24 квітня проукраїнськими активістами було звільнено будівлю міськради від бойовиків «ДНР», здійснено цивільне затримання бойовиків та передано їх співробітникам МВС. Через 4 години, через невиконання співробітниками МВС своїх функцій, затриманих відпустили, спровокувавши таким чином повторне захоплення бойовиками міськради..
Напередодні першотравневих свят прапори «ДНР» з'явились над будівлями районних адміністрацій, під прапорами ДНР та Російської федерації пройшли і демонстрації 1 травня. Учасники демонстрацій також вимагали усунення з посади начальника ГУМВС щойно призначеного Валерія Андрощука. Того ж дня прапори «ДНР» були вивішені на будівлях СБУ, міліції та прокуратури.

### Збройні зіткнення 3-9 травня
В ніч з 3 на 4 травня у центрі міста мали місце збройні сутички, підпалено будівлю «Приватбанку», розгромлено офіс кандидата в президенти України Петра Порошенка
4 травня з'явилося відеозвернення про висунення маріупольских бойовиків на допомогу слов'янським. По місту стали поширювати листівки із закликом брати участь у так званому «референдумі щодо статусу Донецької республіки»
Увечері 6 травня екстремісти, побоюючись проведення у місті антитерористичної операції, перекрили рух на центральній вулиці міста — проспекті Леніна (сучасний просп. Миру), а також на проспекті Металургів біля підземного переходу, підпалили шини на барикадах біля захопленої ними будівлі міської ради з боку проспекту Нахімова, на перетині проспекту Леніна та вулиці Казанцева, встановили блок-пост на трасі Маріуполь-Ялта неподалік селища Мелекіне. Поблизу військової бази у маріупольському аеропорту сталася перестрілка: невідомі обстріляли кілька автомобілів. Озброєні бойовики намагалися здійснити напад на сили антитерористичної операції поблизу Агробази, однак силовики дали відсіч, захопивши кількох екстремістів у полон.
Уночі 6 травня екстремісти добровільно покинули приміщення Маріупольської міської ради. Вранці 7 травня Міністр внутрішніх справ України Арсен Аваков, повідомив, що вночі місто було звільнено від екстремістів, відновлено рух транспорту та доступ до адміністративних установ. Рух транспорту перекрили лише на трасі на Мангуш. Барикади біля міської ради почали розчищати техніка та проукраїнські активісти, водночас проросійські активісти намагалися завадити цьому, зводячи нові укріплення.
МВС України також повідомило, що поблизу селища Мангуш було обстріляно автобус з бійцями спецзагону «Азов». У наслідок зіткнення 1 бойовика було вбито, 2 взято у полон, серед них і так званого міністра оборони «ДНР» Ігоря Какідзянова; вогнепального поранення у руку зазнав також водій автобуса.
Близько полудня прихильники «ДНР» відновили контроль над будівлею міської ради; з невідомих причини співробітники міліції покинули площу перед установою. Станом на вечір 7 травня в'їзди до Маріуполя заблоковані 10 блок-постами, на яких чергують правоохоронці спільно з активістами. У місті та його околицях було помічено до 10 українських танків та БТРів.
8 травня екстремісти знову підпалили шини перед будівлею міської ради та перекрили рух по проспекту Леніна, повідомлялося про штурм установи силовиками. Інформація про штурм не підтвердилася, однак силовики відновили контроль над будівлею, близько 100 спецпризначенців оточили її по периметру.

## Протистояння 9 травня

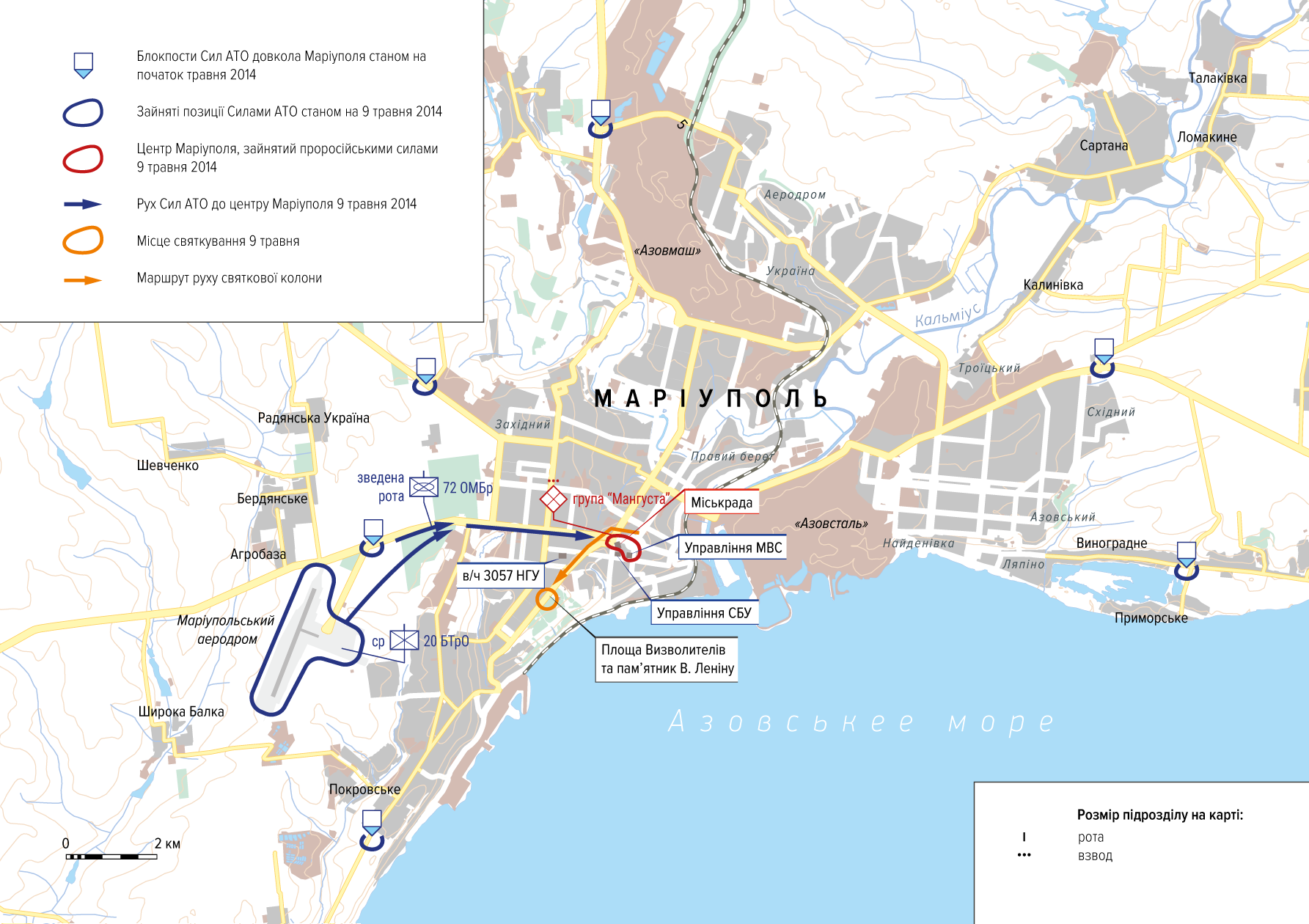
Бій в Маріуполі 09.05.2014

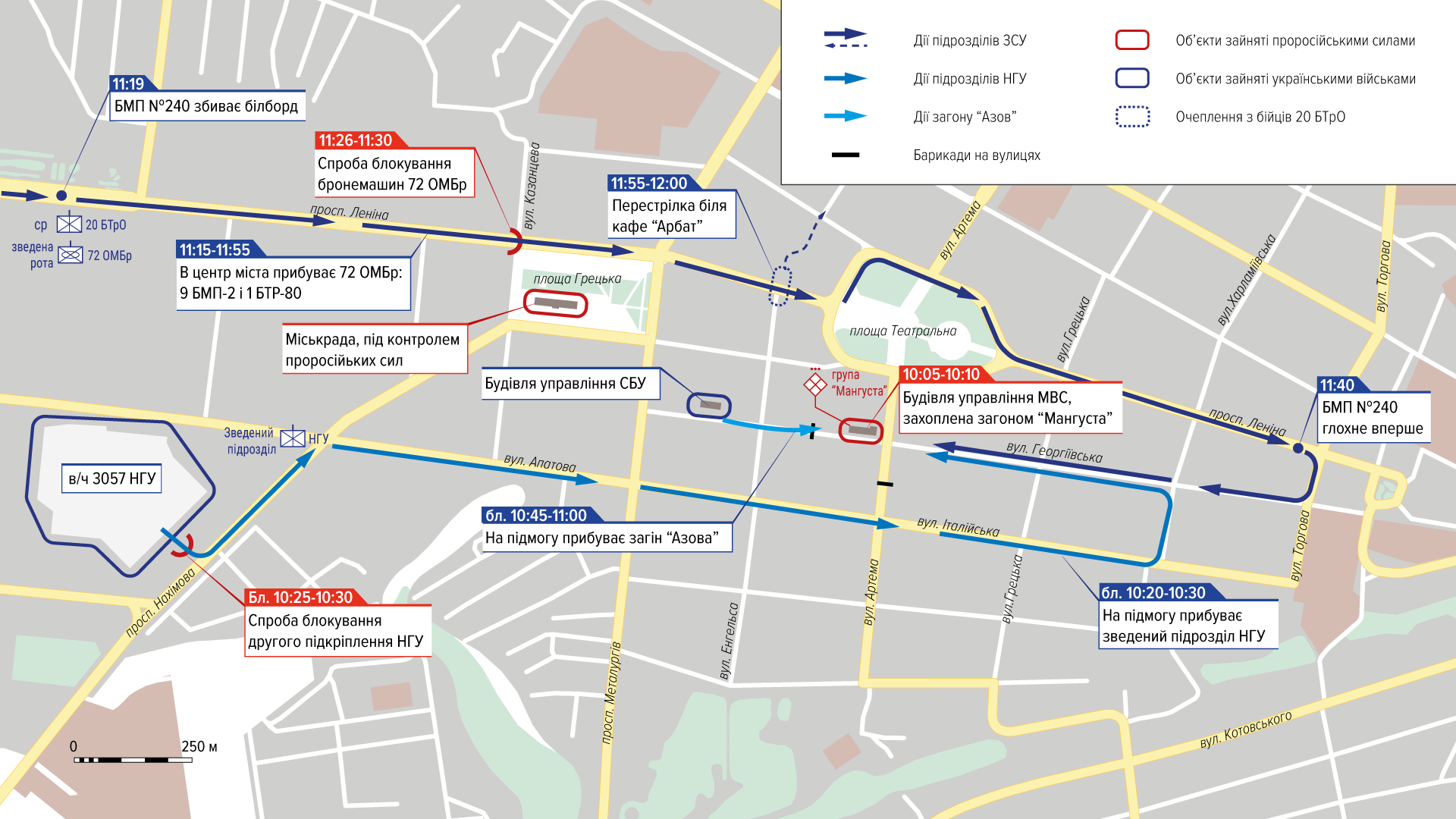
Бої в Маріуполі 09.05.2014

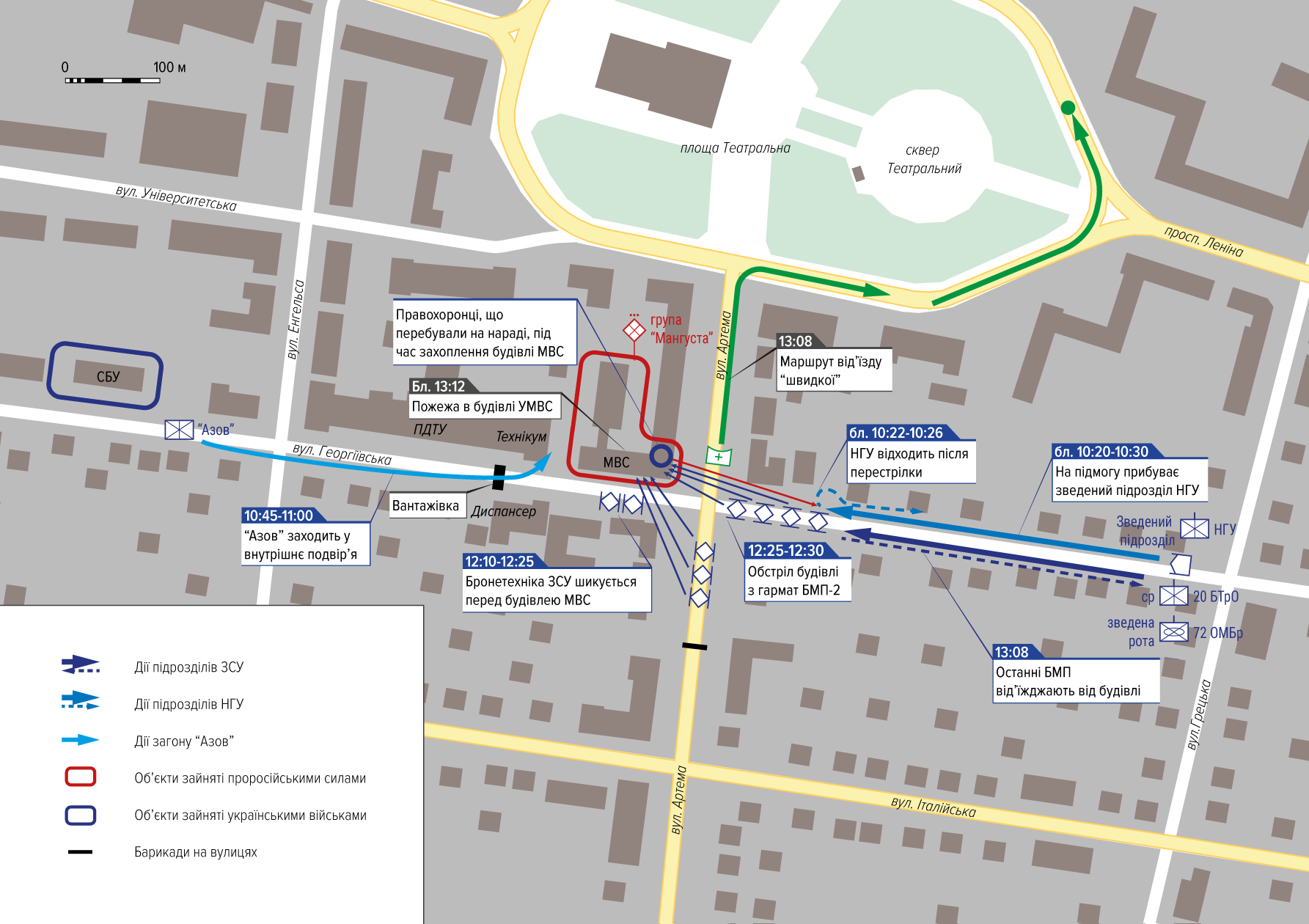
Бої в Маріуполі 09.05.2014

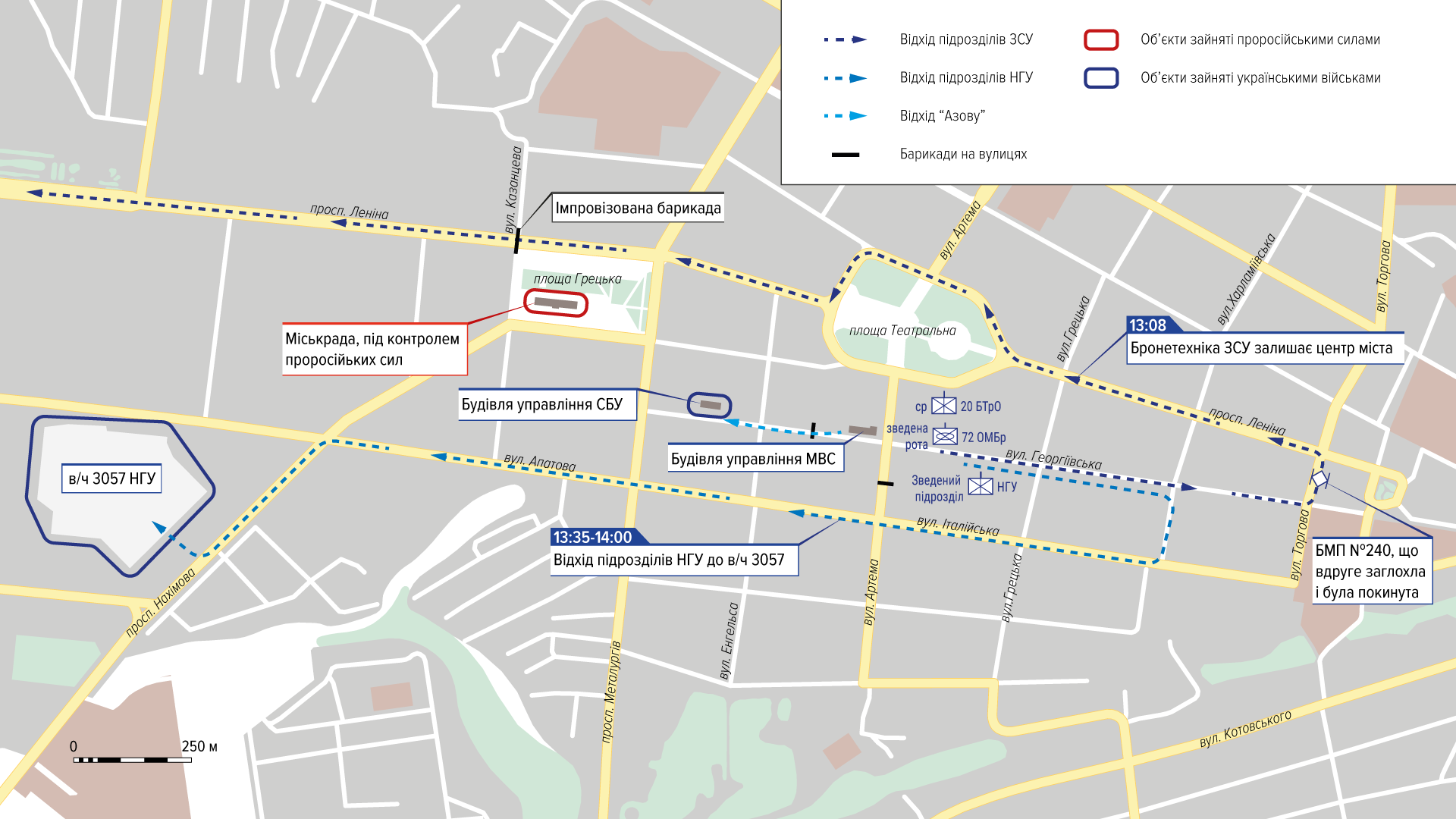
Бої в Маріуполі 09.05.2014

Близько 60 озброєних бойовиків вчинили спробу захоплення міського управління внутрішніх справ, внаслідок чого сталася перестрілка. Правоохоронці, серед яких були бійці Національної гвардії та СБУ, оточили по периметру будівлю управління, на першому і другому поверхах якого забарикадувалися до 30 сепаратистів, які використовували проти силовиків гранати та стріляють з автоматичної зброї. З боку силовиків у бою було залучено 3 БТРи. За повідомленнями народного депутата України Олега Ляшка проти українських силовиків діяли російські снайпери, які перебували у будівлі поліклініки біля управління міліції. У ході протистояння будівля міського відділку міліції згоріла вщент. У ході бою загинув 1 український військовослужбовець та було знищено до 20 сепаратистів; решта, покинувши зброю, зникла у житлових кварталах Маріуполя. Крім того, сепаратисти захопили у полон начальника міліції Валерія Андрощука.

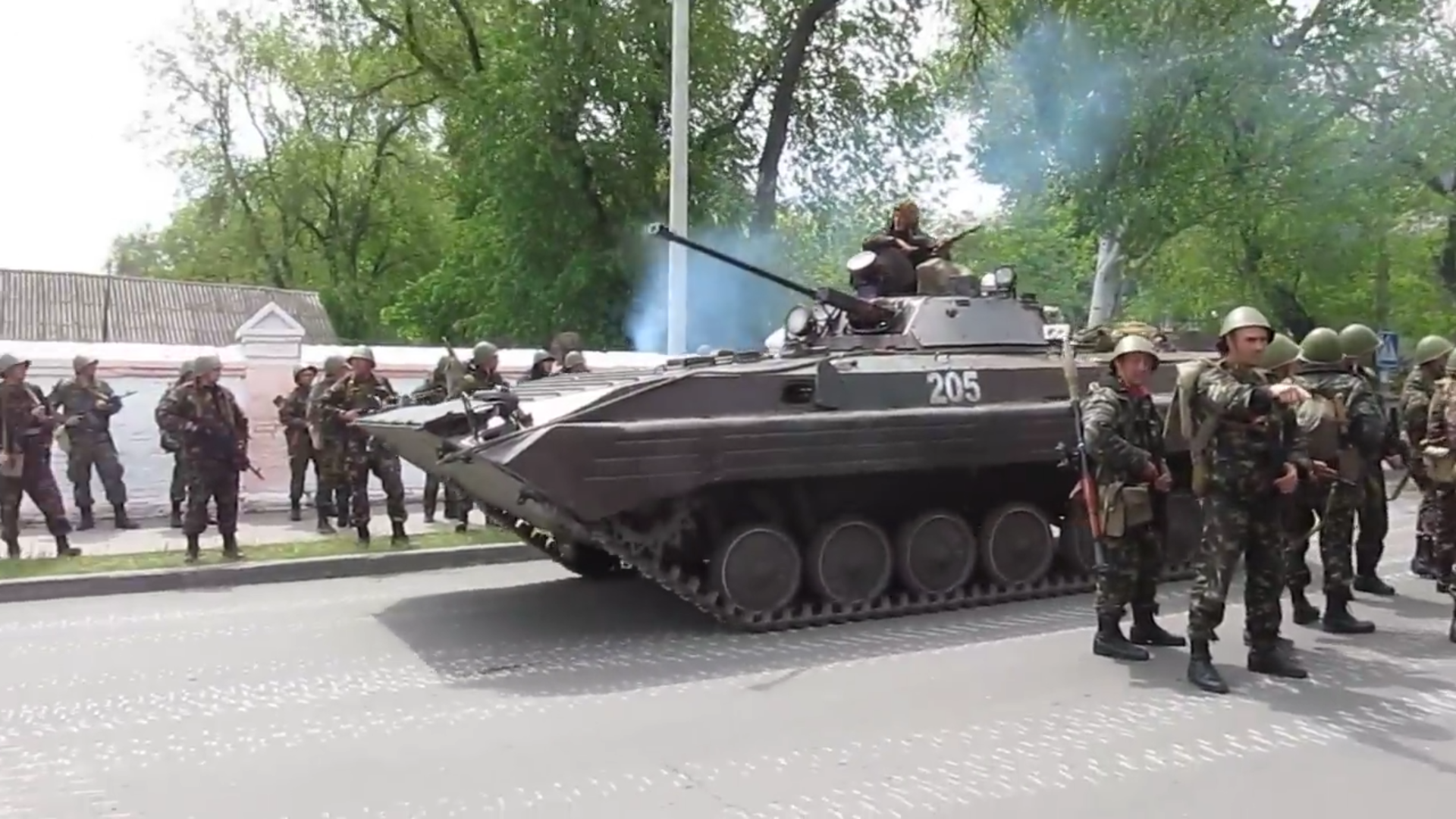
Українські сили в Маріуполі. 9 травня 2014.

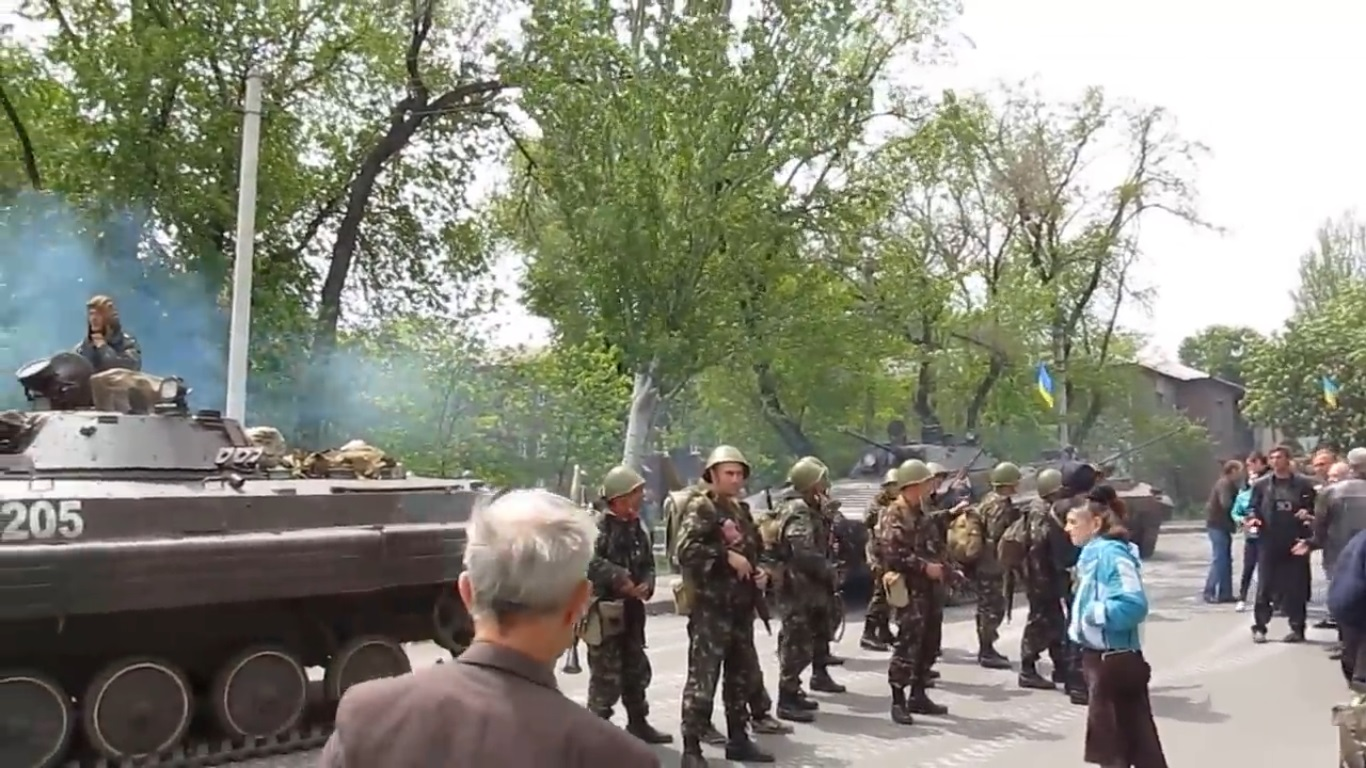
Бійці ЗСУ біля будівлі ГУВС Маріуполя. 9 травня 2014.

Близько 13 години з боку Агробази до міста в'їхало 14 танків Збройних Сил України, однак пізніше 6 з них покинули місто, містяни також повідомляли про входження вранці до міста з боку аеропорту військової техніки, кількість якої невідома. Повідомлялося про захоплення сепаратистами однієї машини БМП-2 (За іншими даними БРДМ), на якій було встановлено прапор Донецької народної республіки. Після захоплення машини сепаратистами вона випадково вистрілила, пошкодивши стіну житлового будинку; внаслідок пострілу ніхто не постраждав. 10 травня сепаратисти спалили машину біля приміщення міськради.
Близько 12:30 загорівся перший поверх Маріупольської міської ради. Внаслідок пожежі у міській раді, що тривала усю ніч згоріли барикади на вході до неї та було пошкоджено деякі кабінети з 1 до 4 поверху та верхні поверхи у центральній частині будівлі.
Сепаратисти вчинили напад на покинуту військову частину на проспекті Нахімова, де військовослужбовці залишили 2 БТРи та 3 автомобілі. Увечері у військовій частині сталася пожежа внаслідок підпалу її проросійськими активістами. Причиною відходу бійців Національної гвардії з частини її командир Сергій Чижевський назвав намагання силовиків уникнути можливих провокацій, оскільки частина розташована поруч із житловими будинками. Повідомлялося також про пожежу в міській прокуратурі.
Вранці 10 травня стало відомо, що керівництво антитерористичної операції ухвалило рішення про відведення з Маріуполя бійців Національної гвардії з метою уникнення ескалації напруги у місті, зокрема, через те, що 9 травня сепаратистів підтримала доволі значна кількість місцевих жителів, що вийшли «за ідею». Міська рада оголосила 10 травня днем жалоби за загиблими під час сутичок 9 травня. За повідомленнями ЗМІ, окрім бійців Національної гвардії, Маріуполь покинув його міський голова Юрій Хотлубей та співробітники правоохоронних органів; у місті активізувалися банди мародерів.
Серед загиблих 9 травня — полковник Демиденко Сергій Володимирович.
Після подій 9 травня під контролем України перебував Маріупольський аеродром, на якому знаходились декілька сотень військовослужбовців Національної Гвардії та Збройних Сил України, та півтори сотні добровольців з батальйону МВС «Азов». Частина особового складу «Азова» була переправлена на аеродром в ході проведення десантної операції.

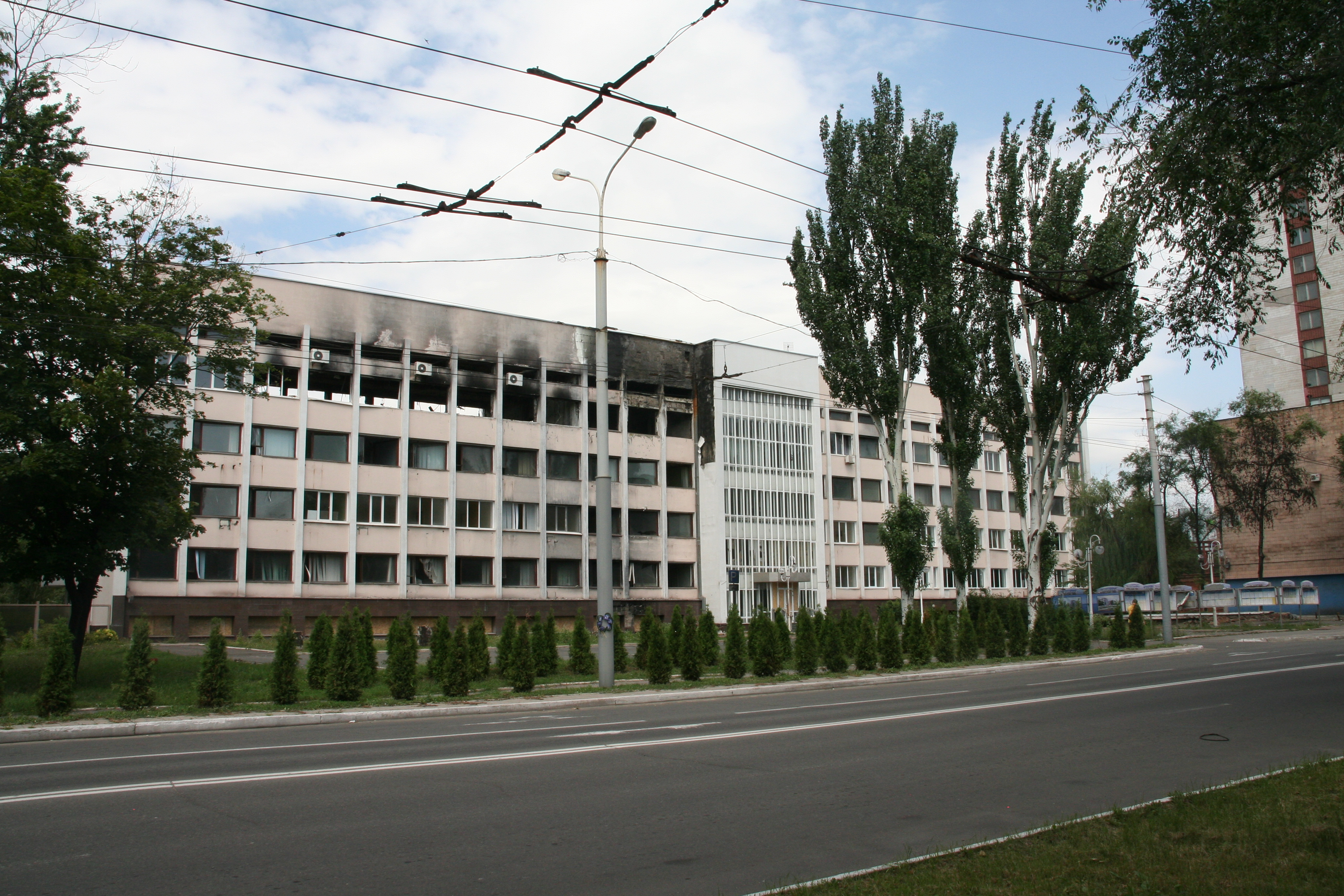
Будівля Маріупольської міської ради, що була спалена у травні 2014

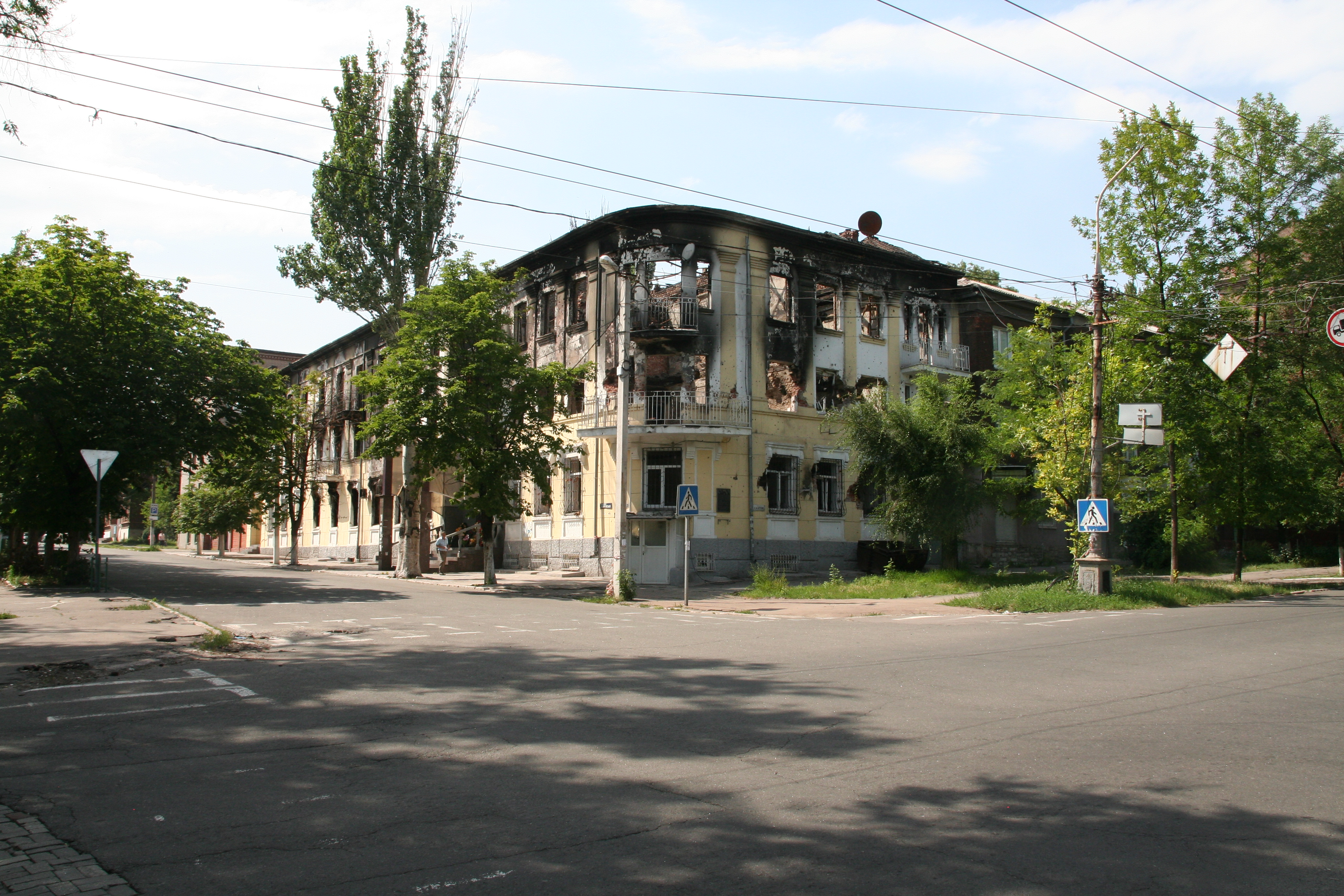
Будівля ГУВС Маріуполя зруйнована під час бою 9 травня 2014

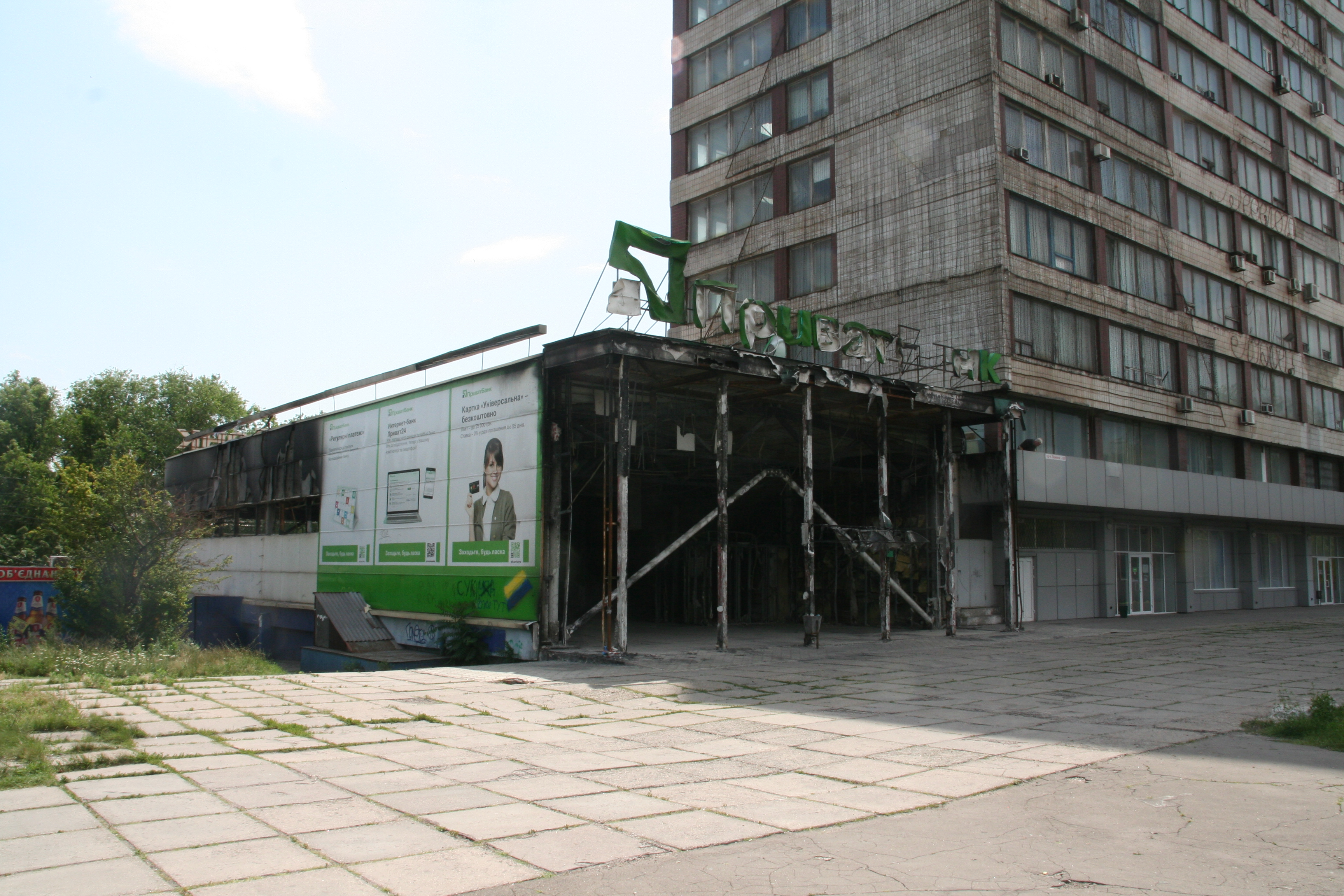
Будівля ПриватБанку спалена сепаратистами 4 травня 2014

Творчою групою каналу «МТВ» створено фільм про трагічні події 9 травня 2014 року в м. Маріуполі, під час яких загинули співробітники міліції, військовослужбовці Нацгвардії та Збройних Сил України. Проект заснований на спогадах безпосередніх учасників збройного зіткнення у будівлі Маріупольського МУ.

### Сторони конфлікту
Під час спецоперації зі звільнення будівлі Маріупольської міської ради було залучено батальйон міліції спеціального призначення «Азов» та 72-а механізована бригада Збройних Сил України. Для захисту міста від сепаратистів з Дніпропетровська прибув добровольчий батальйон територіальної оборони.
9 травня з Донецька на допомогу маріупольським сепаратистам вирушило близько 80 «народних ополченців». Повідомлялося також про перебування у місті бойовиків зі Слов'янська та чеченських найманців.
Бійці спецбатальйону «Азов» повідомили, що керування та фінансування маріупольськими сепаратистами здійснюють «не місцеві» підбурювачі, імовірно вихідці з Росії, а серед залучених до протистояння є місцеві кримінальні лідери та бізнесмени.
Після спецоперації 13 червня сепаратисти оприлюднили відео, що вказує на нібито присутність серед учасників АТО іноземних громадян.

### Жертви та постраждалі
7 травня за повідомленням місцевих ЗМІ після перебування у знову захопленому приміщенні Маріупольської міської ради 7 осіб дістали хімічні опіки очей 1-го ступеня, 1 особа — отруєння внаслідок дії невідомого газу; у лікарні Маріуполя було госпіталізовано 4 осіб, у тому числі одну людину у стані алкогольного сп'яніння з різаними ранами рук.
Під час проведення антитерористичних заходів 9 травня загинуло 7 осіб, 39 дістали поранення різного ступеня тяжкості. Під час сутичок біля міського управління міліції 1 правоохоронець загинув — Богдан Шлемкевич, 5 постраждали. Міністр внутрішніх справ Арсен Аваков також повідомляв про загибель 20 та взяття у полон 4 сепаратистів. У Міністерстві оборони повідомили про поранення 8 військовослужбовців серед яких Полковник Дєрмін Андрій Іванович. Департамент охорони здоров'я Донецької ОДА повідомляв про загибель 9 та поранення 42 осіб. Повідомлялося про смерть цивільних у ході сутичок. Місцеві журналісти за допомогою місцевих жителів почали складати списки загиблих, до яких включили 13 осіб. Серед загиблих — начальник міського управління ДАІ підполковник Віктор Саєнко, молодший інспектор зв'язку маріупольського батальйону патрульної служби міліції Михайло Єрмоленко та заступник командира  20-го батальйон територіальної оборони «Дніпропетровськ» Сергій Демиденко, якому за непідтвердженою інформацією народного депутата Олега Ляшка вже мертвому сепаратисти відрізали вуха та викололи очі.
10 травня у середмісті Маріуполя вогнепальне поранення у живіт отримав позаштатний кореспондент Russia Today.
Начальника міліції Маріуполя Валерія Андрощука було захоплено в полон і сепаратисти повідомили про його вбивство, але 12 травня 2014 року інформацію про смерть Валерія Андрощука була спростована: МВС звільнило полковника, однак він зазнав серйозних травм під час перебування у полоні сепаратистів.

## Ситуація у місті після 9 травня
9 травня 2014 року серед населення ширилися чутки про підрив водонапірної вежі, внаслідок чого стався перебій з водопостачанням, але місцева влада спростувала цю інформацію, пояснивши перебої з водою збільшенням забору води містянами.
В ніч з 9 на 10 травня 2014 року у місті почало ширитись мародерство магазинів у місті та знищення інфраструктури міста.
11 травня 2014 року у Маріуполі проросійські бойовики підпалили горішні поверхи будівлі Маріупольської міської ради.
Того ж дня у місті проходив «референдум» за проголошення суверенітету Донецької народної республіки, на якому у місті було відкрито всього 4 виборчі дільниці.
12 травня у Маріуполі з місцевих правоохоронців та працівників корпорації «Метінвест» створено «народну дружину» чисельністю близько 80 осіб, яка патрулює місто.

## Визволення міста 13 червня

### Підготовка до спецоперації
На нараді МВС 12 травня за участі міністра внутрішніх справ А. Авакова, голови Донецької обласної державної адміністрації С. Тарути, першого заступника голови Донецької обласної державної адміністрації А. Ніколаєнка, радника міністра внутрішніх справ А. Геращенка обговорювались питання звільнення міста за повного паралічу силових структур і відсутності боєздатних підрозділів. Було вирішено, що звільнення Маріуполя наявними силами ЗСУ, НГ неможливе, а єдиним виходом є доукомплектація та озброєння батальйону «Азов».
За попереднім планом звільнення Маріуполя планувалось на 23 травня 2014. Це дало б можливість організувати виборчий процес у місті. Однак, після аналізу наявних сил і засобів, командування відмовилось від цього плану.
Між 20 травня і 10 червня в кабінеті міністра внутрішніх справ А. Авакова було проведено 2 наради в яких брали участь: С. Полторак — командувач Національною Гвардією, О. Кривенко — начальник штабу Національної Гвардії, А. Білецький — командир батальйону МВС «Азов», Вадим Троян — начальник штабу батальйону МВС «Азов», С. Тарута — голова Донецької обласної державної адміністрації, С. Яровий — заступник міністра внутрішніх справ.
Проводилась підготовка до штурму. «Азов» перевели в Бердянськ, де вони могли доукомплектуватись, доозброїтись, оформити документи й провести вогневу підготовку.
Остаточною датою початку звільнення було визначено 13 червня. До цієї дати «Азов» встиг підготувати декілька імпровізованих бронемашин — вантажівок КАМАЗ із встановленими ЗУ-23. На полігоні в Бердянську «азовці» створили макет укріпрайону терористів у Маріуполі і відпрацьовували роботу штурмових груп.
За день до операції з Маріуполя втекла банда «Чечена», одного з лідерів терористів. Він отримав інформацію про майбутній штурм і не попередив залишки інших терористів, які переважно складались з місцевих наркоманів.

### Склад сил АТО
У спецоперації брали участь 150 бійців спецбатальйону «Азов», 2 роти спецбатальйону «Дніпро», 2 роти Національної гвардії та спецпідрозділ МВС. Блок-пости на в'їздах до міста контролювали військові, допомога надходила також від членів Правого сектора та місцевих активістів. Для блокування району проведення спецоперації було залучено близько 500 військовослужбовців ЗСУ та НГ. Загальне керівництво операцією здійснював командувач Сектору «М» генерал Нацгвардії М. Климчук.
Силам АТО протистояли від 60 до 80 озброєних бойовиків.

план-схема операції по визволенню Маріуполя 13 червня 2014 р.

### Штурм
О 4:50 ранку в місті поновилася активна фаза антитерористичної операції. Штурм розпочався з обстрілу позицій терористів із ЗУ-23. Після цього в бій вступили штурмові групи «Азова», метою яких було взяття під контроль банку на вулиці Грецькій — там знаходилась штаб-квартира терористів. На шляху штурмових груп була система саперних загороджень, включаючи міни. На одній з них підірвався один з бійців «Азова».
У ході зачистки Маріуполя від сепаратистів ліквідовано їхні ключові опорні точки, знищено техніку та відновлено контроль над усіма захопленими спорудами, зокрема будівлею міської ради, ПТУ, тощо. За повідомленням речника міністра внутрішніх справ Антона Геращенка місцеві жителі не чинили спротиву діям сил АТО, хоча представники КПУ закликали їх вийти на вулиці, щоб захистити сепаратистів. По закінченні операції розпочався демонтаж барикад.
У результаті операції було знищено «укріпрайон» по вулиці Грецькій, ліквідовані 5 бойовиків та їхня військова техніка, затримано 20 терористів. Ніхто з мирних жителів не постраждав.

### Втрати сторін
Під час звільнення міста 13 червня отримали поранення чотири (за іншими даним п'ять) бійців Національної гвардії, один з яких важкого ступеня тяжкості. Втрати сепаратистів у ході спецоперації 13 червня склали 5-6 осіб, 17 зазнали поранень.

## Засідка терористів 14 червня
Близько 10.00 в районі заводу «Азовсталь» терористи обстріляли колону автомобілів Державної прикордонної служби України, з вантажем провізії та речового майна. Обстріл вівся з автоматів та гранатометів. В ході протистояння загинуло 5 прикордонників, ще 7 отримали поранення.

## Арешти
Під час операції 6-7 травня за словами виконувача обов'язків голови Адміністрації Президента України Сергія Пашинського затримано 16 сепаратистів. Увечері 7 травня міністр внутрішніх справ Арсен Аваков повідомив про затримання 20 сепаратистів, серед яких самопроголошений міністр оборони ДНР Ігор Какідзянов.
12 червня силами Національної гвардії затримано «народного мера» Маріуполя Олександра Фоменка. 13 червня у ході спецоперації було затримано понад 30 осіб, серед яких були ватажки сепаратистів на прізвиська «Дід» та «Полковник», котрих українські органи внутрішніх справ підозрюють у мінуванні захоплених будівель.
17 червня у місті затримано куратора бойовиків ДНР у Маріуполі Наталю Грузденко разом з іншим активістом, Олександром Шахаєвим. Національна гвардія у свою чергу повідомила про затримання трьох підозрюваних у тероризмі. Протягом 18-20 червня затримано ще 4 особи з групи Грузденко, які збирали дані про українських військових.

## Розслідування подій
13 травня Верховна Рада України ухвалила постанову про утворення тимчасової слідчої комісії з розслідування фактів масових вбивств на сході та півдні України, зокрема у Маріуполі.
Служба безпеки України відкрила Кримінальне провадження за частиною 1 статті 258-3 (створення терористичної групи або терористичної організації) Кримінального кодексу України; одним з фігурантом справи є «народний мер» Маріуполя Олександр Фоменко.
У травні 2015 року начальник управління МВС України в Донецькій області В'ячеслав Аброськін оприлюднив на своїй сторінці у соціальній мережі фотографії бойовиків, причетних до захоплення міського управління міліції у Маріуполі 9 травня 2014 року.
У справі щодо захоплення будівлі Маріупольського ГУ МВС 9 травня 2014 року було затримано чотирьох осіб, яким інкримінується умисне вбивство, створення терористичного угруповання, зберігання зброї, — Євген Дружинін, Олександр Стрельникович, Віктор Скрипник і В'ячеслав Бірюков. 26 грудня 2019 року ЗМІ повідомили, що Жовтневий районний суд Маріуполя відпустив з-під варти під особисті зобов'язання чотирьох підозрюваних. Відзначається, що всі четверо написали заяви з проханням включити їх до списку обміну, про який було домовлено під час зустрічі глав держав Нормандського формату 9 грудня.

## Перенесення Донецької ОДА
13 червня Президент України Петро Порошенко доручив голові Донецької ОДА Сергію Таруті тимчасово перенести адміністрацію з Донецька до Маріуполя.

## Пам'ять
13 червня 2015 у місті з нагоди річниці визволення відкрито пам'ятник захисникам військової частини № 3057.
З 2016 року щороку 13 червня в Україні відзначається День звільнення Маріуполя від проросійських терористів.